# Dolicheremaeus
Dolicheremaeus är ett släkte av kvalster. Dolicheremaeus ingår i familjen Tetracondylidae.

## Dottertaxa tillDolicheremaeus, i alfabetisk ordning[1]
- Dolicheremaeus absolon
- Dolicheremaeus africanus
- Dolicheremaeus almerodai
- Dolicheremaeus alticola
- Dolicheremaeus alveolatus
- Dolicheremaeus amazonicus
- Dolicheremaeus andulauensis
- Dolicheremaeus angustus
- Dolicheremaeus aokii
- Dolicheremaeus attenuatus
- Dolicheremaeus auritus
- Dolicheremaeus baloghi
- Dolicheremaeus bartkei
- Dolicheremaeus bengalensis
- Dolicheremaeus bifidus
- Dolicheremaeus bolivianus
- Dolicheremaeus brasilianus
- Dolicheremaeus bruneiensis
- Dolicheremaeus capillatus
- Dolicheremaeus capreolatus
- Dolicheremaeus carinatus
- Dolicheremaeus ceylonicus
- Dolicheremaeus cicatricosus
- Dolicheremaeus claviger
- Dolicheremaeus conjunctus
- Dolicheremaeus coronarius
- Dolicheremaeus crispus
- Dolicheremaeus curvisetus
- Dolicheremaeus cuspidatus
- Dolicheremaeus damoeoides
- Dolicheremaeus densefoveolatus
- Dolicheremaeus distinctus
- Dolicheremaeus dorni
- Dolicheremaeus duplicarinatus
- Dolicheremaeus duplicatus
- Dolicheremaeus elisabethae
- Dolicheremaeus elongatus
- Dolicheremaeus euaensis
- Dolicheremaeus eusebioi
- Dolicheremaeus fijiensis
- Dolicheremaeus fujikawae
- Dolicheremaeus furcatus
- Dolicheremaeus furcillatus
- Dolicheremaeus furcula
- Dolicheremaeus geminus
- Dolicheremaeus georgii
- Dolicheremaeus giganticus
- Dolicheremaeus grafatus
- Dolicheremaeus granulatus
- Dolicheremaeus gyroplicatus
- Dolicheremaeus heterotrichus
- Dolicheremaeus himalayensis
- Dolicheremaeus hirsutus
- Dolicheremaeus inaequalis
- Dolicheremaeus indicus
- Dolicheremaeus infrequens
- Dolicheremaeus inopinatus
- Dolicheremaeus keralensis
- Dolicheremaeus krantzi
- Dolicheremaeus kummeri
- Dolicheremaeus lineatus
- Dolicheremaeus lineolatus
- Dolicheremaeus longipilus
- Dolicheremaeus lucidus
- Dolicheremaeus luxtoni
- Dolicheremaeus machadoi
- Dolicheremaeus magnus
- Dolicheremaeus malangensis
- Dolicheremaeus manifera
- Dolicheremaeus mariehammerae
- Dolicheremaeus markusi
- Dolicheremaeus mauritii
- Dolicheremaeus minor
- Dolicheremaeus montanus
- Dolicheremaeus murphyi
- Dolicheremaeus mutabilis
- Dolicheremaeus nasalis
- Dolicheremaeus nepalensis
- Dolicheremaeus nimbus
- Dolicheremaeus obsessus
- Dolicheremaeus obtusisetus
- Dolicheremaeus oginoi
- Dolicheremaeus ohmensis
- Dolicheremaeus orientalis
- Dolicheremaeus ornatus
- Dolicheremaeus pannosus
- Dolicheremaeus papuensis
- Dolicheremaeus pectinatus
- Dolicheremaeus perisi
- Dolicheremaeus perreti
- Dolicheremaeus philippinensis
- Dolicheremaeus phyllotrichus
- Dolicheremaeus plurisetus
- Dolicheremaeus porcinolus
- Dolicheremaeus praeoccupatus
- Dolicheremaeus pseudofurcatus
- Dolicheremaeus punctatus
- Dolicheremaeus pustulatus
- Dolicheremaeus renukae
- Dolicheremaeus repetitus
- Dolicheremaeus robustus
- Dolicheremaeus rubripedes
- Dolicheremaeus russiae
- Dolicheremaeus sabahnus
- Dolicheremaeus samarensis
- Dolicheremaeus semicapillatus
- Dolicheremaeus semilunatus
- Dolicheremaeus seychellensis
- Dolicheremaeus siamensis
- Dolicheremaeus simplex
- Dolicheremaeus singaporensis
- Dolicheremaeus speciosus
- Dolicheremaeus subsimilis
- Dolicheremaeus sulcatus
- Dolicheremaeus sumatranus
- Dolicheremaeus szentivanyi
- Dolicheremaeus taidinchani
- Dolicheremaeus tamurai
- Dolicheremaeus tricornutus
- Dolicheremaeus trimucronatus
- Dolicheremaeus wallacei
- Dolicheremaeus wallworki
- Dolicheremaeus wangi
- Dolicheremaeus varilobatus
- Dolicheremaeus variolatus
- Dolicheremaeus vilhenarum
- Dolicheremaeus vitraeus
- Dolicheremaeus yoshii
- Dolicheremaeus yunnanensis